# زيوة قورة
زيوة قورة هي قرية في مقاطعة بيرانشهر، إيران. يقدر عدد سكانها بـ 190 نسمة بحسب إحصاء 2016.